# Royaume de Bourgogne
Pour les articles homonymes, voir Royaume de Bourgogne (homonymie) et Royaume des Burgondes.
Le terme de « royaume de Bourgogne » est employé pour désigner divers États médiévaux. La Bourgogne (Burgundia) historique, qui est au départ le pays des Burgondes (Burgundiones), correspond à une zone géographique qui se situe aujourd'hui aux frontières de la France, de l'Italie et de la Suisse, comprenant notamment les villes historiques de Dijon, de Besançon, d'Autun, de Lyon, de Vienne, de Saint-Maurice et de Genève. 
Deux royaumes portent le nom de royaume de Bourgogne (regnum Burgundiae) au cours du haut Moyen Âge. Le premier est formé à la suite de la conquête du royaume des Burgondes (regnum Burgundionum) par les Francs en 534 : ce royaume de Bourgogne existe de 534 à 843. Le second, généralement appelé royaume d'Arles, existe de 933 à 1378. 
Les différentes entités bourguignonnes peuvent être résumées comme suit : 
- Le royaume des Burgondes (411–534) ;
- Le Premier royaume de Bourgogne ou royaume d'Orléans (534–843) ;
- Le premier royaume de Basse-Bourgogne (855–863) ;
- Le  second royaume de Basse-Bourgogne (879–933) ;
- Le royaume de Haute-Bourgogne (888–933) ;
- Le Second Royaume de Bourgogne ou Royaume d'Arles (933–1378) ;
- L'état bourguignon (1363–1512).

Au XVe siècle, la dynastie des Valois-Bourgogne, acquiert plusieurs fiefs français et impériaux, notamment les duché et comté de Bourgogne ainsi que la majorité des Pays-Bas : cet ensemble forme les « États bourguignons », que Charles le Téméraire tente, sans y réussir, de transformer en royaume en demandant le titre de « roi de Bourgogne » à l'empereur du Saint-Empire Frédéric III. En 1512 prenant la suite des états bourguignons, se constitue le Cercle de Bourgogne, entité administrative regroupant les dernières possessions bourguignonnes.

## Origines: le royaume des Burgondes (Vesiècle– 534)

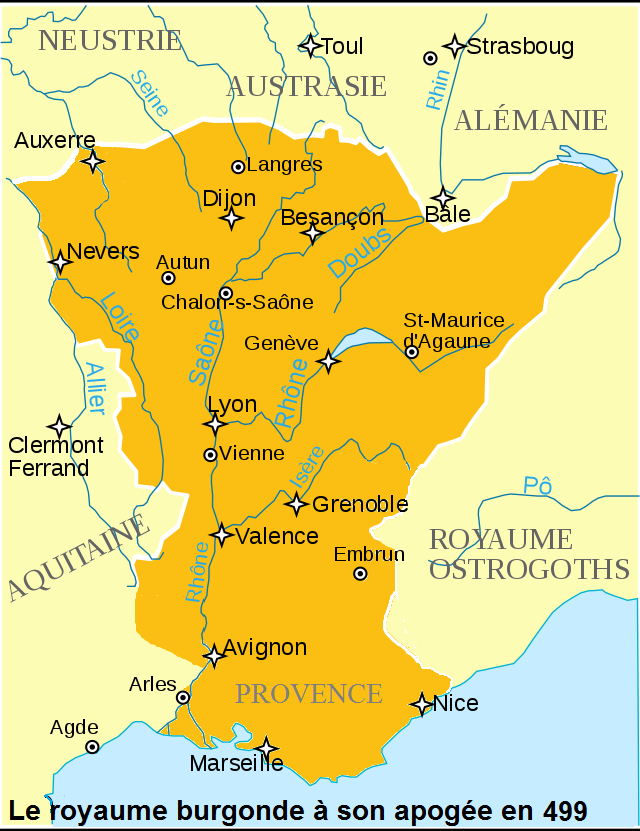
Royaume des Burgondes à son apogée en 499.

La Bourgogne doit son nom à la tribu germanique des Burgondes, originaire de la Scandinavie continentale, puis installée sur l'île de Bornholm, dont le nom en vieux norrois était Burgundarholmr (« île des Burgondes »). De là, ils ont migré vers le sud à travers les terres germaniques vers la Gaule romaine et se sont installés dans la partie occidentale des Alpes, dans la vallée du Rhône, établissant ce qui deviendra le royaume barbare des Burgondes.
Le premier roi des Burgondes documenté, mais pas historiquement vérifié, fut Gjúki (Gebicca), qui vécut à la fin du IVe siècle. Au cours de la traversée du Rhin en 406, les Burgondes s'installent comme foederati dans la province romaine de la Germania secunda le long du Rhin moyen. Leur situation se dégrade aux environs des années 430 : leur roi Gondicaire a commencé plusieurs invasions dans la Gallia belgica voisine, ce qui a conduit à une défaite écrasante contre les troupes romaines et huns réunies par Aetius (Flavius Aetius) en 436 près de Worms (le centre du poème médiéval Nibelungenlied). 
À partir de 443, les Burgondes restants se sont installés dans la Sapaudia, à nouveau en tant que fœderati dans la province romaine de Maxima Sequanorum. Leurs efforts pour agrandir leur royaume sur le Rhône les ont mis en conflit avec le royaume wisigoth au sud. Après la chute de l'Empire romain d'Occident en 476, le roi Gondebaud s'est allié avec le puissant roi des Francs Clovis Ier contre la menace de Théodoric le Grand. Il a alors pu organiser les acquisitions burgondes sur la base du Lex Burgundionum, un code de droit germanique primitif.
Le déclin du Royaume a commencé lorsqu'ils ont été attaqués par leurs anciens alliés Franc. En 523, les fils de Clovis Ier firent campagne dans les terres burgondes, à l'initiative supposée de leur mère Clotilde, dont le père le roi des Burgondes Chilpéric II de Burgondie avait été tué par Gondebaud. En 532, les Burgondes furent vaincus de manière décisive par les Francs à Autun, après quoi le roi des Burgondes Godomar III fut tué et les terres burgondes furent annexées par l'Empire franc en 534.

## Le royaume franc de Bourgogne (534–843)

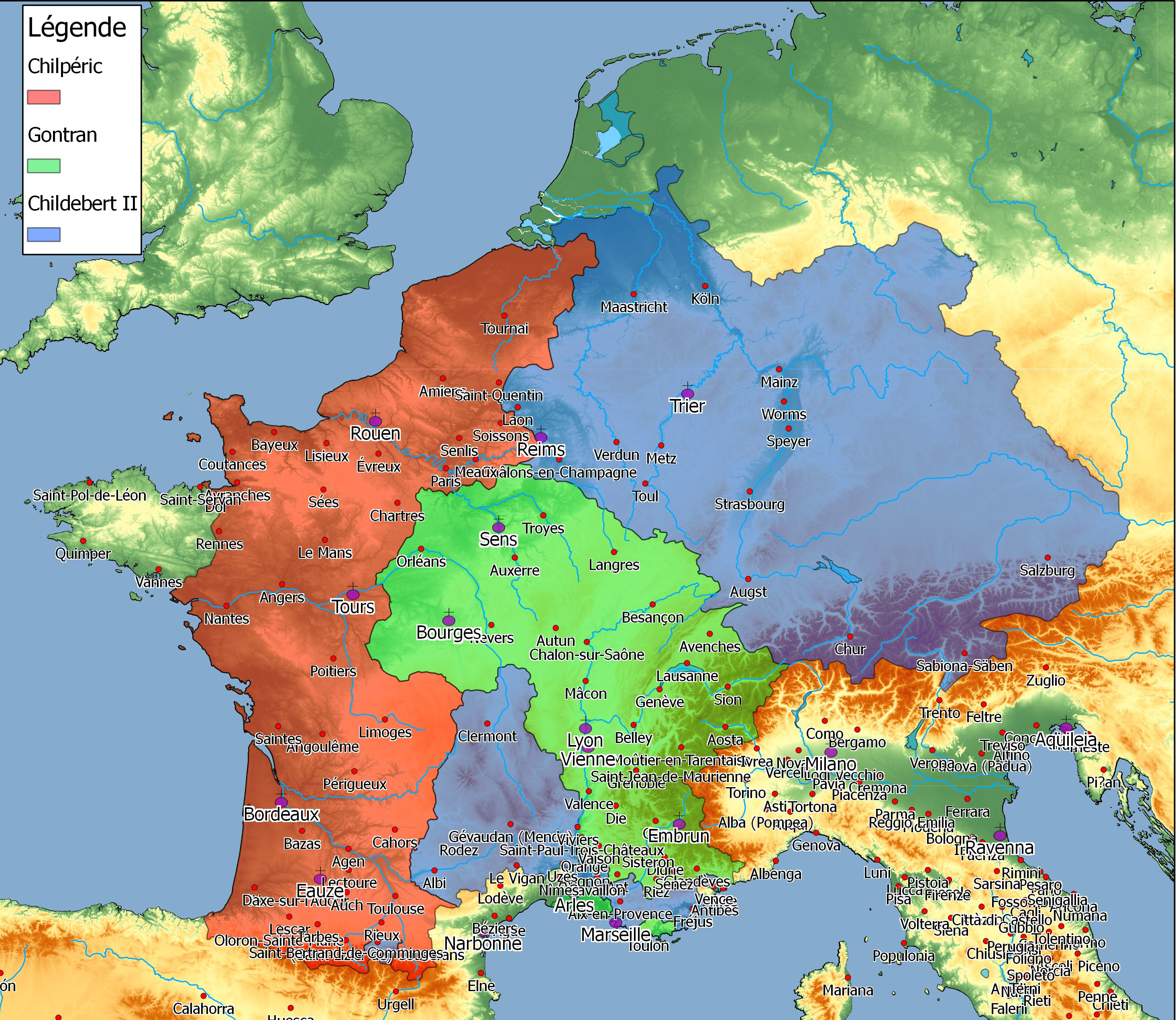
La royaume de Bourgogne (en vert) en 581.

Les Mérovingiens intègrent le royaume des Burgondes à leurs différents royaumes, mais conservent son individualité. La Burgundia (« Bourgogne »), apparaît comme une entité politique pourvue d'un roi (mérovingien), aux côtés de la Neustrie et de l'Austrasie. Les plus connus de ces rois sont le roi Gontran (VIe siècle) et le roi Dagobert Ier (602–639).
En 613, après la mise à mort de la reine Brunehaut, il n'y a plus de roi résidant en Bourgogne. Le roi de Neustrie Clotaire II réunit la Bourgogne à ses États. En 687, au lendemain de la bataille de Tertry, le royaume de Bourgogne-Neustrie disparaît à son tour. Le vainqueur, l'Austrasien Pépin de Herstal fait l'unité des royaumes francs. 
En 751, le puissant maire du palais d'Austrasie, Pépin le Bref (fils de Charles Martel), se fait reconnaître comme roi des Francs par le pape, ayant réussi à discréditer les derniers Mérovingiens, et ouvre l'ère des rois carolingiens. Son fils Charlemagne devient empereur en l'an 800 après la conquête de l'Italie sur les Lombards. En 814, son fils Louis le Pieux lui succède jusqu'à sa mort en 840.

### Le traité de Verdun (843) et ses conséquences
Le traité de Verdun, conclu entre les fils de Louis le Pieux après une période de guerres menées par les deux cadets (842 : le serment de Strasbourg) contre l'aîné, Lothaire, met fin à l'unité de l'empire, qui continue cependant d'exister en principe. Charles II le Chauve reçoit la Francie occidentale, Lothaire Ier, qui conserve le titre impérial, la Francie médiane et Louis le Germanique la Francie orientale. 
En ce qui concerne le royaume de Bourgogne, la frontière entre les territoires de Charles et de Lothaire est établie sur la Saône, de sorte que le royaume se trouve scindé en deux parties : à l’ouest de la Saône, la Bourgogne franque ; à l'est, la Bourgogne impériale. Cette scission est définitive : alors que la Francie médiane et la Francie orientale sont réunies par la suite dans le cadre du Saint-Empire romain germanique (1032), la Francie occidentale, dirigée par la dynastie des Capétiens, reste à l'écart, devenant le royaume de France.

## Le premier royaume de Basse-Bourgogne (855–863)
Le royaume de Francie médiane, attribué à Lothaire comprend des territoires allant de la mer du Nord jusqu'au centre de l'Italie. Il inclut une grande partie du territoire du royaume de Bourgogne d'avant 843, sauf la partie située à l'ouest de la Saône, incluse dans le royaume de Francie occidentale en tant que duché de Bourgogne[réf. nécessaire].  
Peu de temps avant sa mort en 855, Lothaire Ier divise la Francie médiane entre ses trois fils : la Lotharingie (de la mer du Nord à la Savoie) est attribuée à Lothaire II (roi de Lotharingie), l'Italie à Louis II le Jeune et la Basse-Bourgogne-Provence à Charles de Provence. Cette nouvelle partition suscite de gros problèmes, car les frères de Lothaire Ier, rois de Francie occidentale et de Francie orientale, se considèrent comme les véritables héritiers de la Francie médiane. Comme Charles de Provence est trop jeune pour régner, le pouvoir est exercé par le régent, le comte Gérard II de Paris, dont l'épouse est la belle-sœur de Lothaire Ier. Gérard est un régent fort, défendant le royaume contre les Vikings, qui remontent le Rhône jusqu'à Valence. 
En 858, le comte Gérard fit en sorte que si Charles de Provence mourait sans héritiers, le royaume de Provence reviendrait au frère aîné de Charles, Lothaire II, qui régnait alors en Lotharingie. À la mort de Charles en 863, son frère aîné Louis II le Jeune revendiqua la Provence pour lui-même, ainsi le royaume fut partagé entre les deux frères restants : Lothaire II reçut les évêchés de Lyon, Vienne et Grenoble, pour être gouverné par Gérard; et Louis II reçut Arles, Aix-en-Provence et Embrun.
À la mort de Charles de Provence, le royaume est partagé entre ses frères survivants : 
- Lothaire II, roi de Lotharingie, reçoit les comtés de Lyon, Vienne, Sermorens et Maurienne, Valence, Vivarais et pays d'Uzès ;
- Louis II le Jeune (empereur et roi d'Italie) reçoit le Grésivaudan, Belley, la Savoie propre[pas clair], la Tarentaise et le Diois, plus la Provence proprement dite, c'est-à-dire les provinces ecclésiastiques d'Arles, d'Aix et d'Embrun).

Après la mort de Lothaire II (869), le Traité de Meerssen de 870 attribua la partie nord de l'ancienne Francie médiane au roi Louis II de Germanie de Francie orientale et les terres méridionales de Charles de Provence au roi Charles le Chauve de Francie occidentale. Charles II le Chauve, roi de Francie occidentale, de Lotharingie et d'Italie, récupère le tout à leur mort (869 pour Lothaire, 875 pour Charles) ; son fils Louis le Bègue lui succède en 877, mais il meurt dès 879.

## Les royaumes de Haute-Bourgogne et de Basse-Bourgogne (879–933)

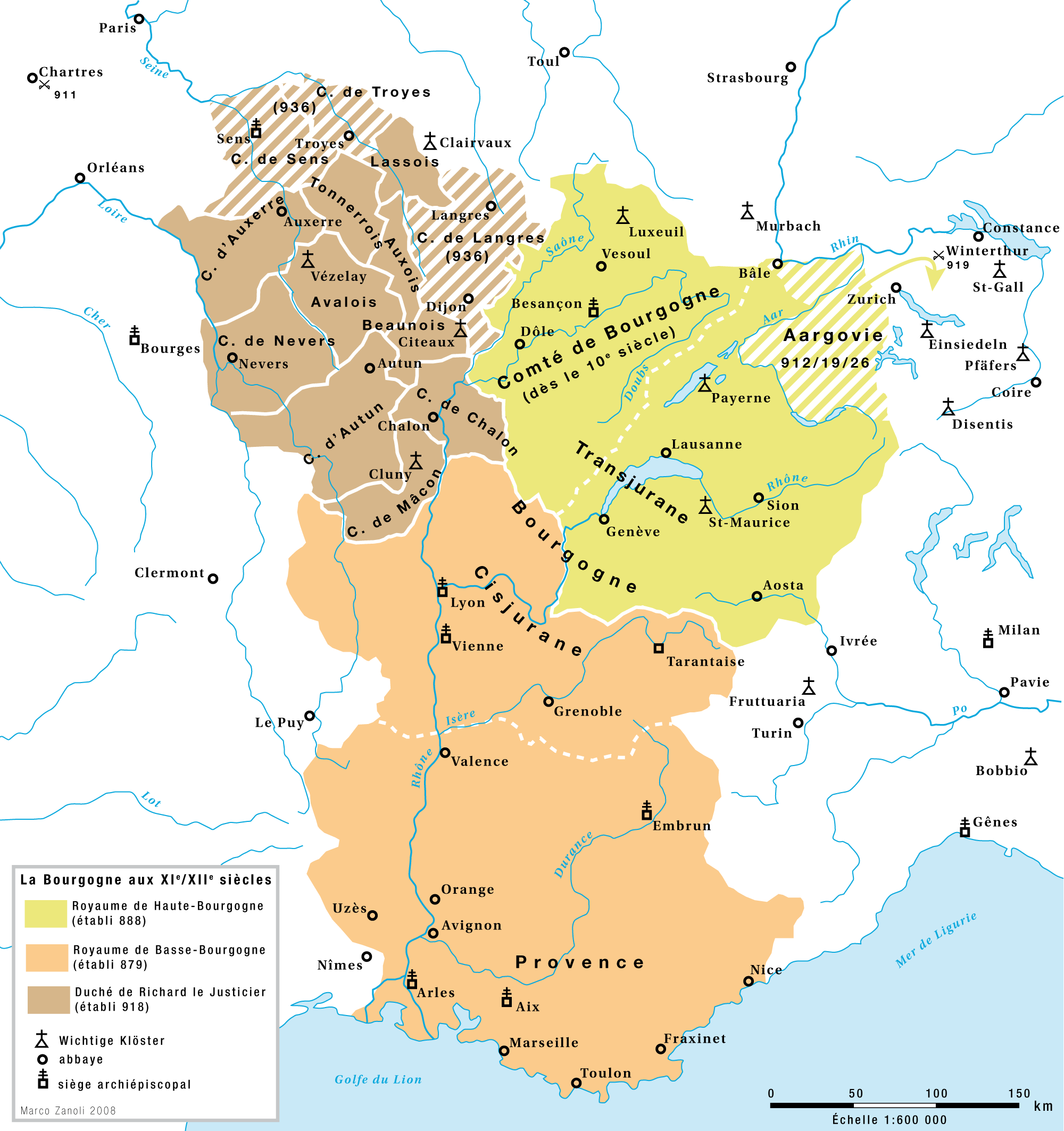
Les royaumes de Haute et Basse Bourgogne entre 879 et 933.

### Le second royaume de Basse-Bourgogne
À la mort de Louis II le Bègue, une assemblée de notables et de prélats réunis à Mantaille élut comme roi le 15 octobre 879 Boson de Provence, comte d'Autun. Le couronnement du bivinide Boson de Provence est à l'origine du royaume de Provence. S'il reçoit le titre royal, Boson ne prend toutefois pas la qualité de roi de Bourgogne (cisjurane).
En 880, le traité de Ribemont est, entre autres, signé pour lutter plus efficacement contre Boson de Provence. Louis III et Carloman II (rois de Francie occidentale) accordent la totalité de la Lotharingie à Louis III le Jeune contre sa neutralité dans le conflit.
En 905, Bérenger Ier de Frioul fait crever les yeux de Louis III l'Aveugle afin de récupérer le trône d'Italie. La régence est assurée par son cousin Hugues, comte d'Arles. 
Entre 931 et 933, Hugues d'Arles semble avoir « cédé » le royaume à Rodolphe II de Bourgogne en échange de l'abandon de ses prétentions sur le trône d'Italie.

### Le royaume de Haute-Bourgogne

Le royaume de Haute-Bourgogne durant le Xe siècle.

La Haute-Bourgogne reste[pas clair] sous l'influence du roi de Francie orientale Charles III le Gros. Ce territoire correspond approximativement à ce qui est aujourd'hui la Suisse romande et comprenait certains territoires voisins, maintenant en Italie (actuelle vallée d'Aoste) et en France (Franche-Comté) .
Après que Charles III le Gros (dernier fils de Louis le Germanique) eut été déposé en novembre 887 et fut mort le 13 janvier suivant, les nobles et les principaux membres du clergé de Haute-Bourgogne se réunirent dans l'abbaye de Saint-Maurice d'Agaune en janvier 888, et proclamèrent roi le fils du duc Conrad et gendre du roi Boson, le marquis Rodolphe Ier de Bourgogne,.

## Le second royaume de Bourgogne ou royaume d'Arles (933–1378)

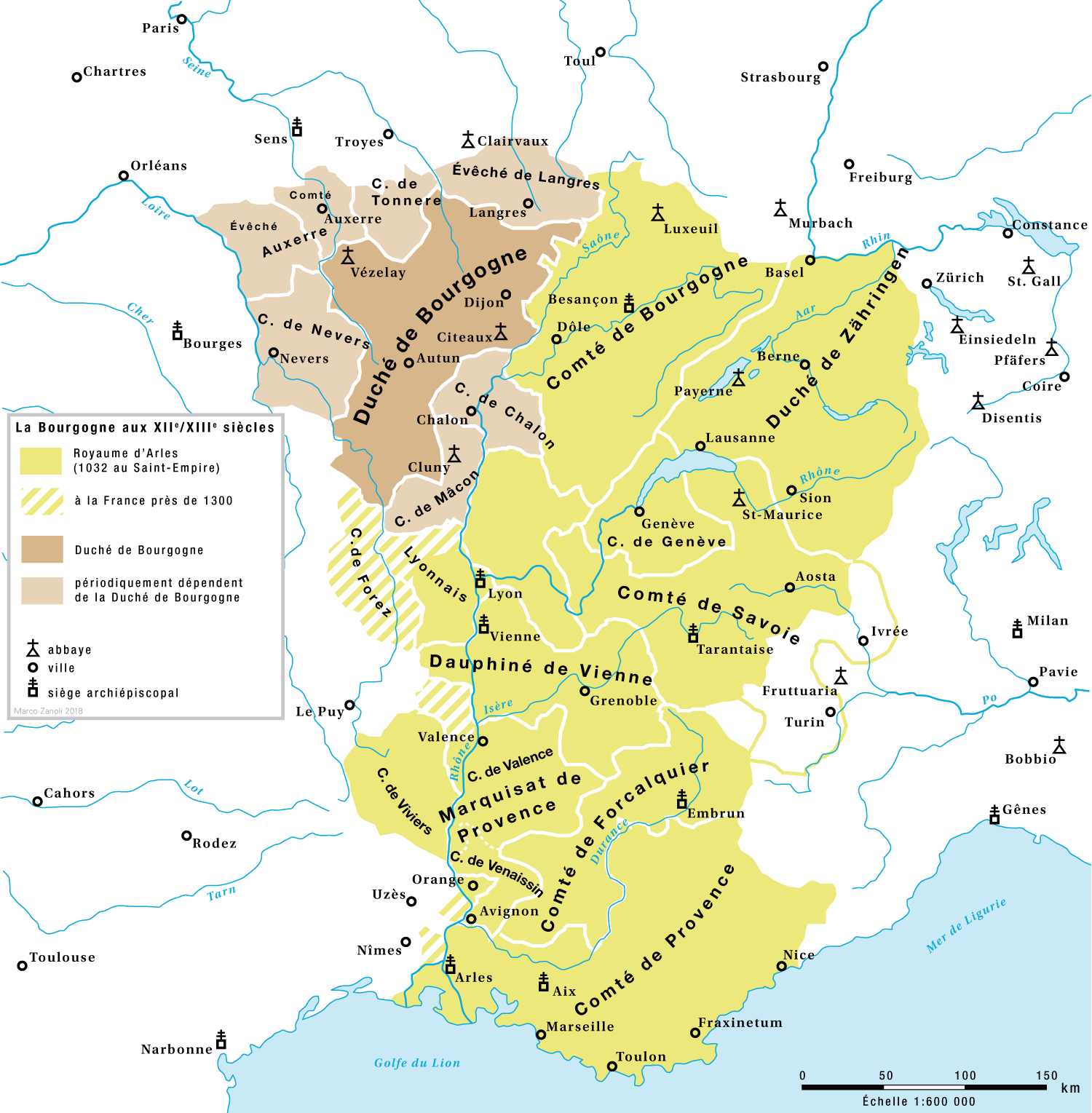
Royaume d'Arles (1033–1378).

Le souverain de la Haute-Bourgogne, Rodolphe II de Bourgogne, acquit la Basse-Bourgogne à Hugues d'Arles en 933 et créa un royaume connu sous le nom du royaume d'Arles (ou royaume des Deux-Bourgognes). Le royaume a existé de manière indépendante jusqu'en 1033, date à laquelle il a été absorbé dans le Saint-Empire romain germanique par Conrad II le Salique. C'était l'un des trois royaumes de l'Empire médiéval, avec le royaume de Germanie et le royaume d'Italie.
À partir de ce moment, il est fait la distinction entre « Bourgogne franque (ou française) » et « Bourgogne impériale ». Cette dernière appellation finira par ne désigner plus que le comté de Bourgogne, actuelle Franche-Comté.
Bien que le royaume arlésiens soit une terre d'empire, l'autorité de l'empereur (et donc du roi) reste relativement faible par rapport à celle de l'aristocratie locale. C'est notamment à partir de Frédéric II que les souverains se désintéressent du royaume, trop lointain pour leurs affaires. Le royaume s'est progressivement fragmenté : au fur et à mesure, il a été divisé entre les héritiers, ou alors des territoires ont été perdus et acquis par la diplomatie et les mariages dynastiques. 
En 1378, lorsque le royaume d'Arles cesse d'exister, de grandes parties étaient déjà détenues par le comté de Savoie. Les terres restantes ont été cédées au dauphin de France Charles VI par l'empereur du Saint-Empire Charles IV, créant ainsi le Dauphiné.

## Le «royaume de Bourgogne» de Charles le Téméraire

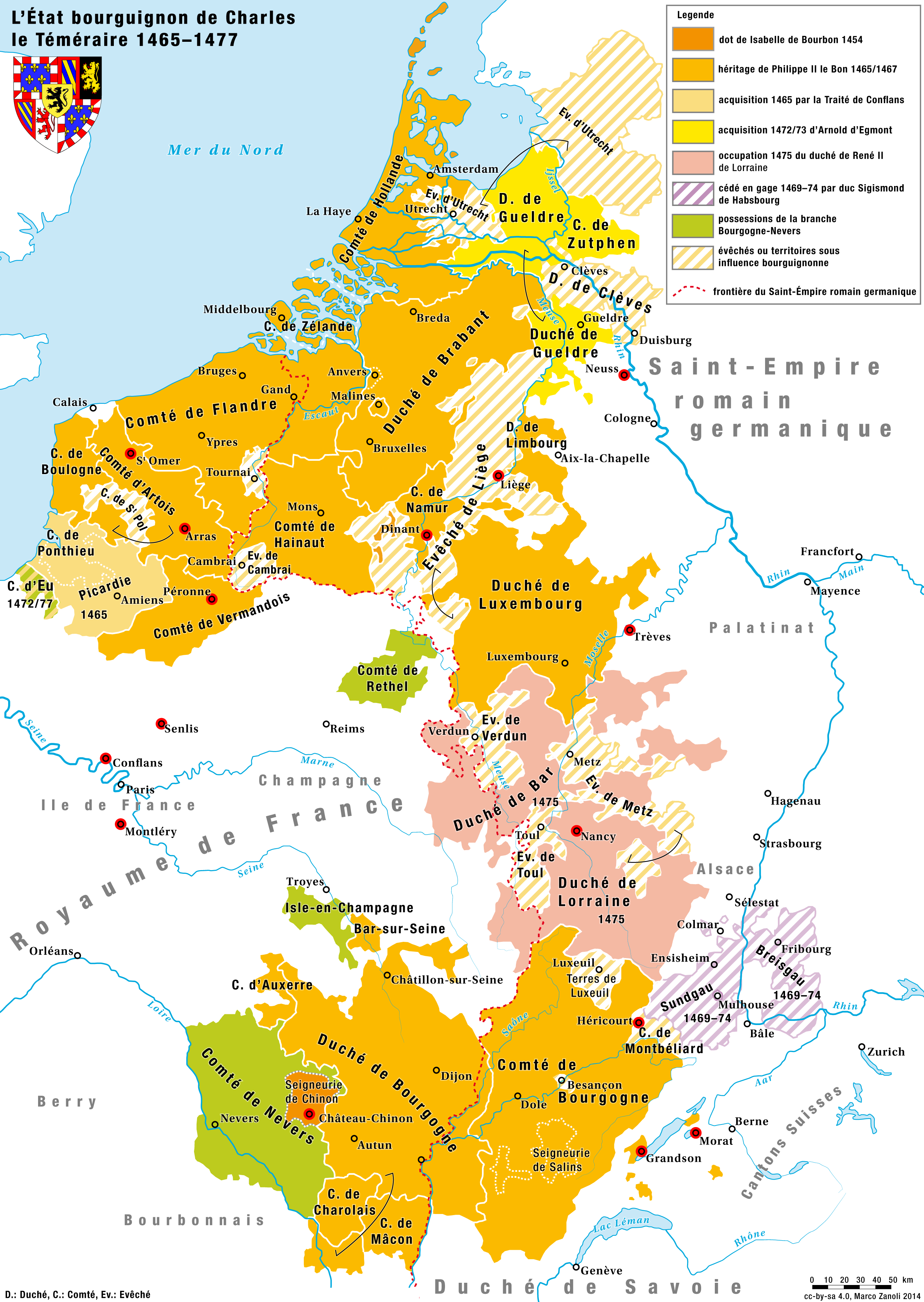
Les possessions de la Maison de Valois-Bourgogne sous Charles le Téméraire à la fin du XVe siècle.

À la fin du XVe siècle, Charles le Téméraire, précédé par ses aïeux la Maison de Valois-Bourgogne, tente de réaliser le projet de combiner ses territoires en un « troisième royaume de Bourgogne » où il figurerait lui-même en tant que monarque indépendant. 
Charles a même persuadé l'empereur Frédéric III de le couronner roi à Trèves et d'ériger ses possessions relevant de l'Empire en un royaume de Bourgogne. Le nouveau roi aurait été nominalement vassal de l'empereur, à la manière de celui du royaume de Bohême. Frederic III avait accepté également d'inféoder à ce royaume de Bourgogne le duché de Lorraine, le duché de Savoie (qui incluait alors le Piémont, la Bresse, le Bugey, le Pays de Vaud et Genève), le duché de Clèves, les évêchés d'Utrecht, Liège, Toul et Verdun,. Les ducs de Savoie, de Lorraine, de Clèves et les quatre évêques seraient devenus les vassaux du roi de Bourgogne. Charles exigea également la souveraineté de la Bourgogne sur les cantons suisses. Les terres du ressort de la couronne de France (Flandre, Artois, Bourgogne ducale) n'étaient pas directement concernées par ce projet. La cérémonie prévue n'a pas eu lieu car l'empereur s'est enfui dans une nuit de septembre 1473, mécontent de l'attitude du duc. Le rêve des ducs-comtes de Bourgogne de fonder un royaume indépendant s'est effondré avec la défaite et la mutilation de Charles à la bataille de Nancy.
Ce « troisième royaume de Bourgogne » dépassait largement les frontières des précédents royaumes. En effet, le royaume qui aurait pu être constitué à la suite des pourparlers avec Frédéric III ressemblait plus certainement aux royaumes de Lothaire II (Lotharingie). La capitale envisagée par Charles le Téméraire pour ce nouveau royaume n'étant autre que Nancy, ce royaume, comme les états bourguignons, ne correspondait donc ni à la « Bourgogne » historique, ni actuelle.